# (9642) Takatahiro
(9642) Takatahiro est un astéroïde de la ceinture principale.

## Description
(9642) Takatahiro est un astéroïde de la ceinture principale. Il fut découvert le 1er septembre 1994 à Kitami par Kin Endate et Kazuro Watanabe. Il présente une orbite caractérisée par un demi-grand axe de 2,43 UA, une excentricité de 0,19 et une inclinaison de 3,0° par rapport à l'écliptique.

## Compléments